# Mikrus MR-300
Mikrus MR-300 – polski samochód osobowy o bardzo uproszczonej budowie, produkowany w latach 1957–1960 przez WSK Mielec (nadwozie) we współpracy z WSK Rzeszów (silnik). Wyprodukowano 1728 sztuk.

## Historia pojazdu

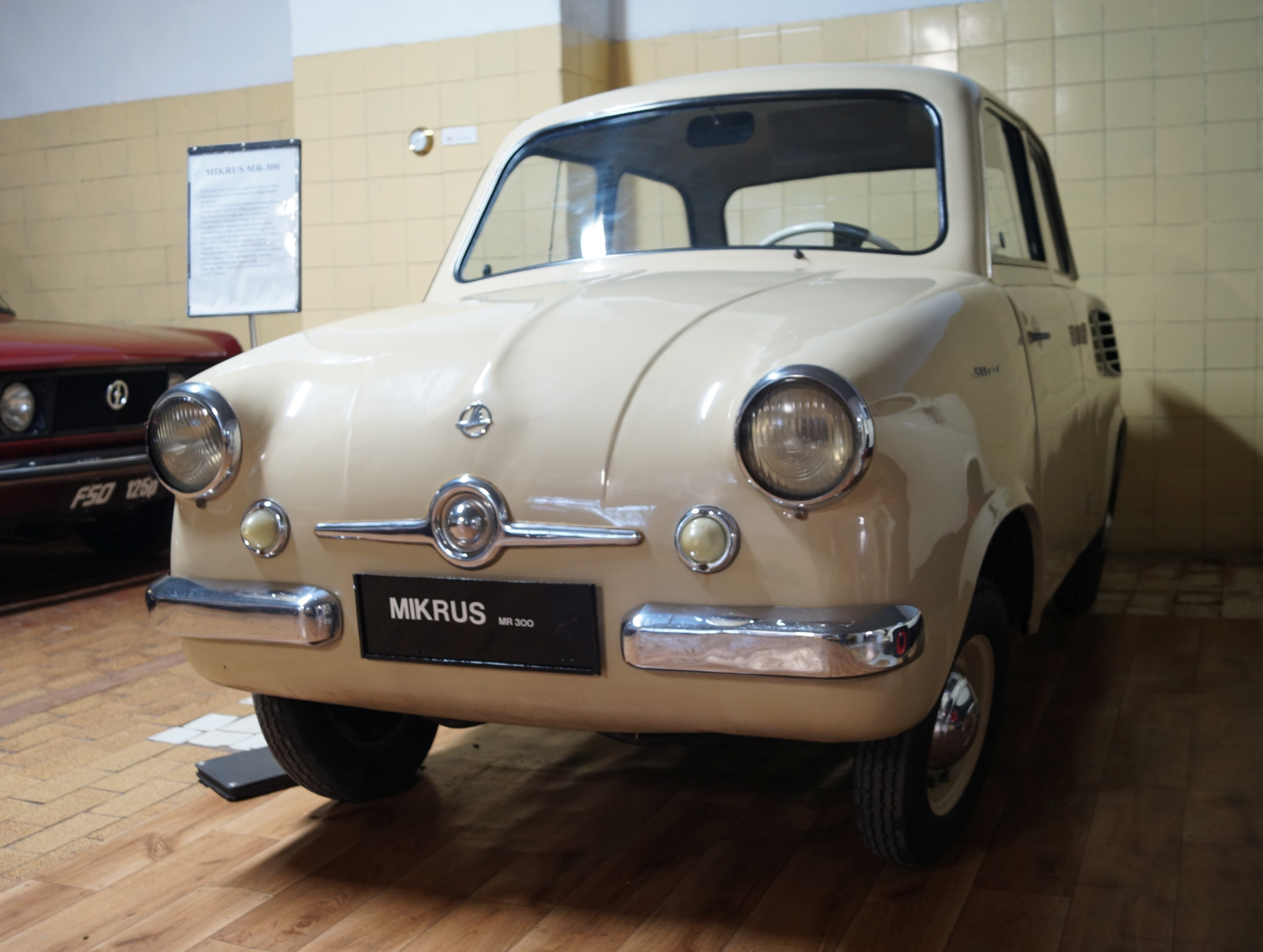
Mikrus MR-300 w Muzeum w Chlewiskach

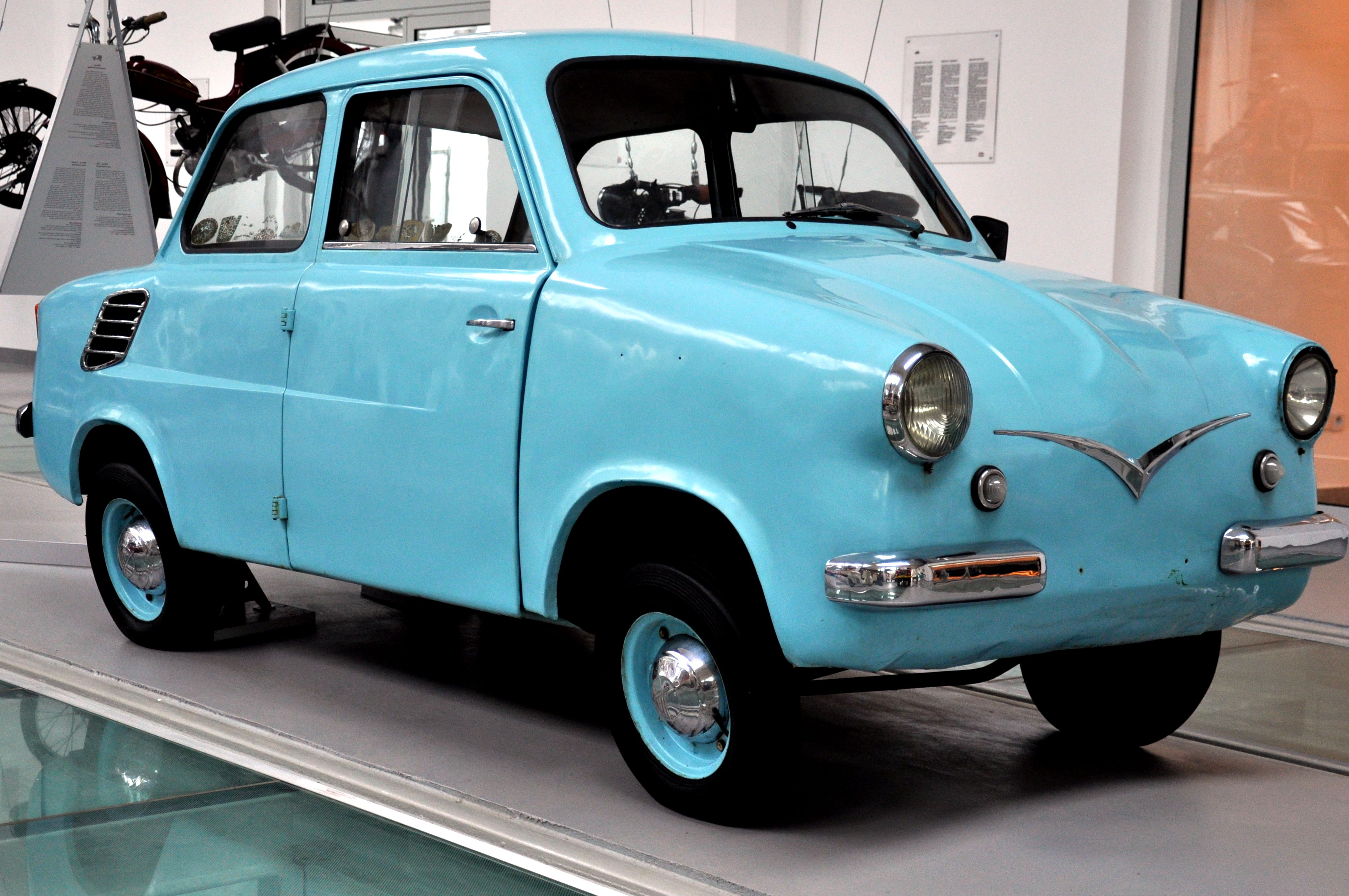
Mikrus MR-300 w Muzeum Techniki i Komunikacji w Szczecinie

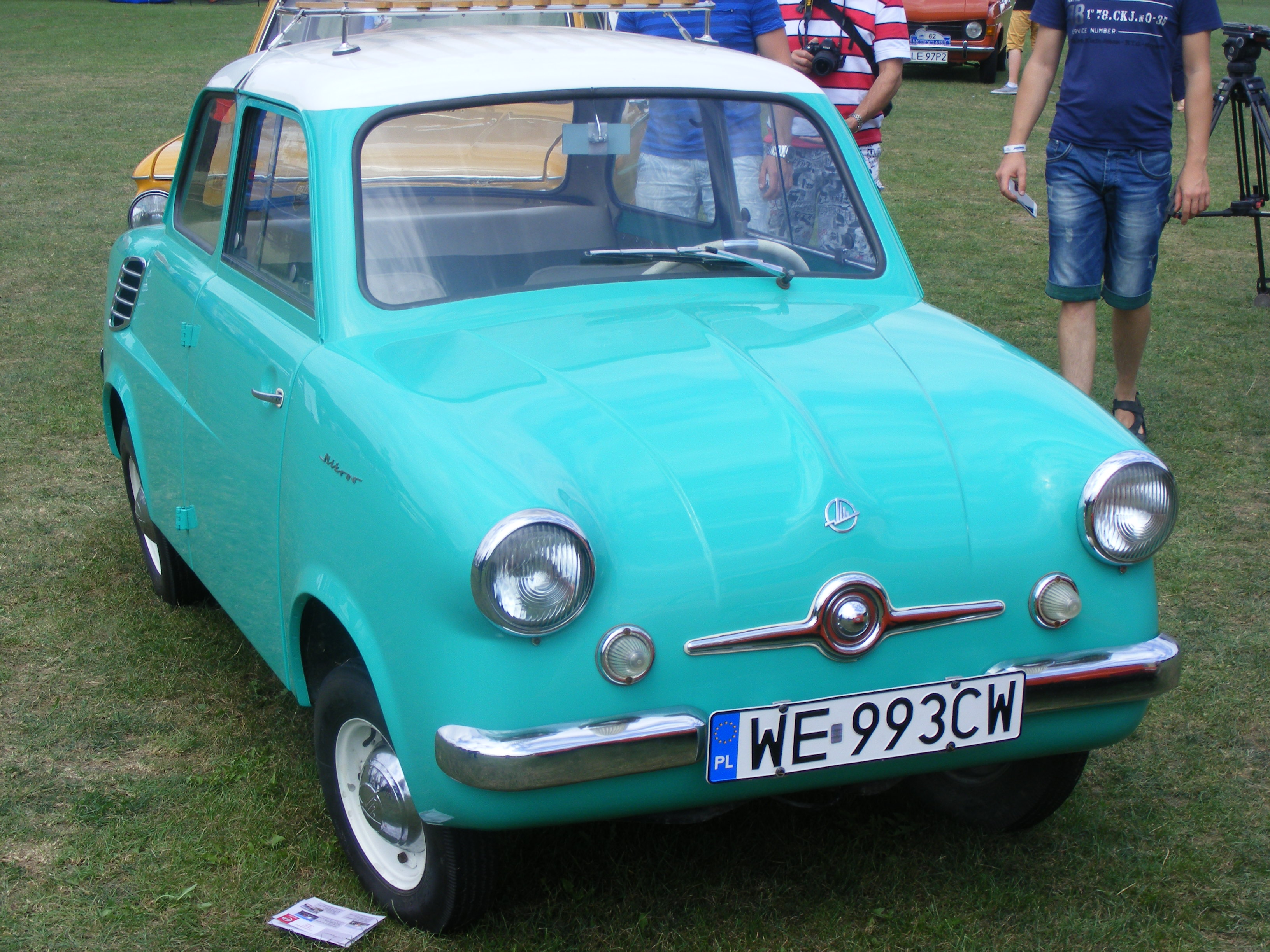
Mikrus MR-300

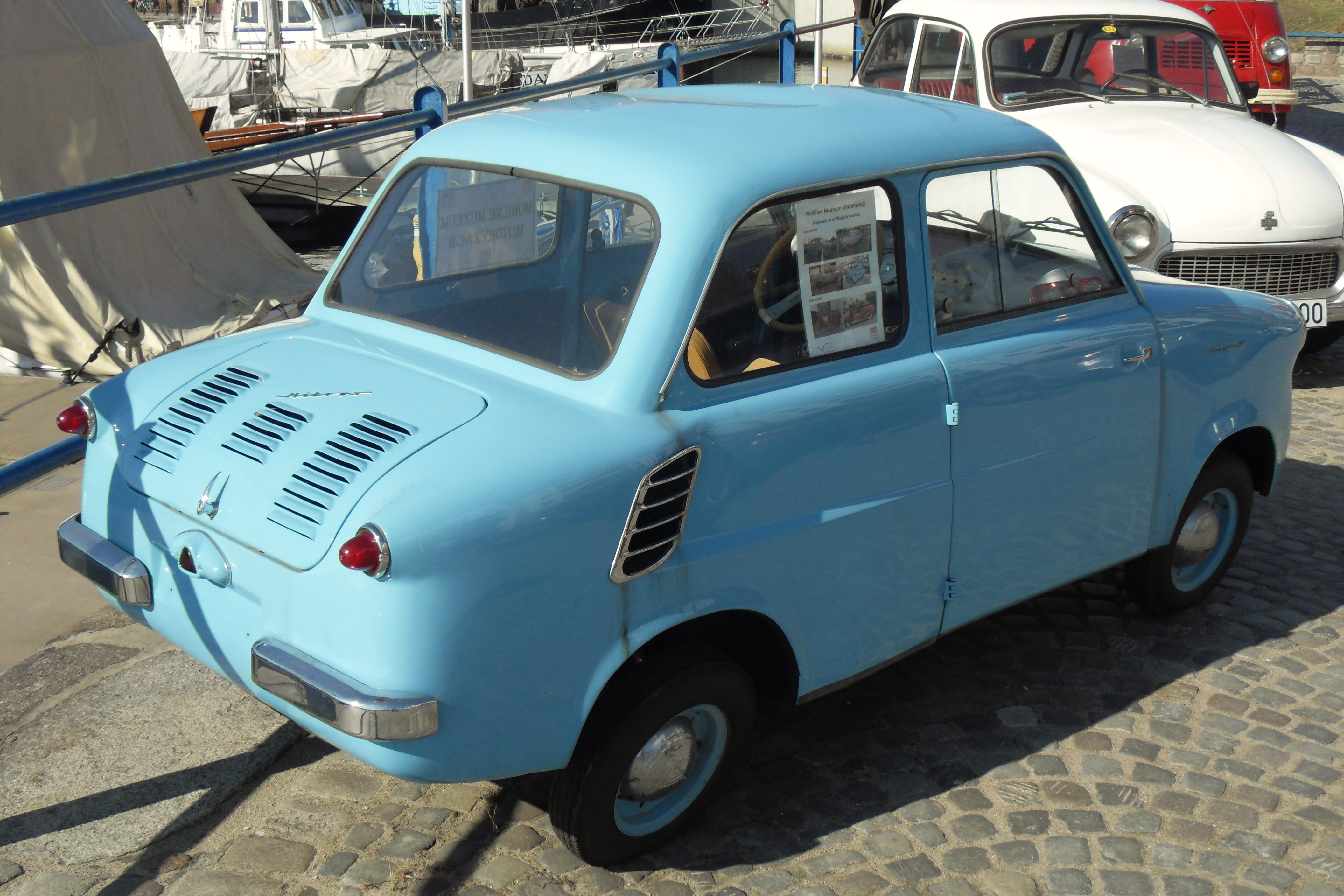
Mikrus MR-300 – tył pojazdu

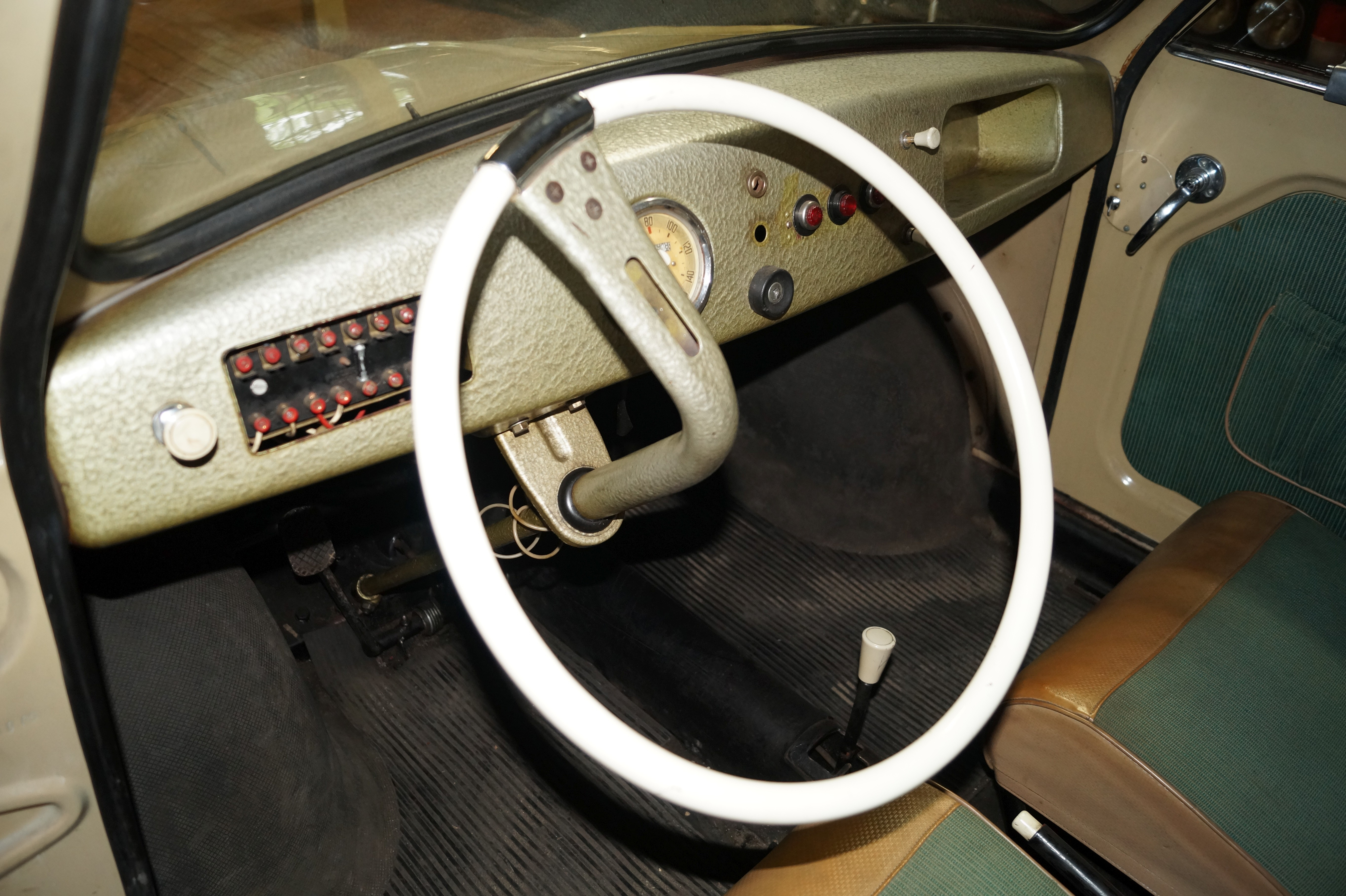
Wnętrze Mikrusa MR-300

Mikrus z założenia miał być tanim, masowym autem. Ta jedna z nielicznych polskich konstrukcji samochodowych powstała nieco przypadkowo. Pod koniec 1956 roku władze postanowiły wykorzystać moce produkcyjne zakładów lotniczych WSK Mielec i WSK Rzeszów, dotychczas zajmujących się samolotami i motocyklami, i uruchomić tam produkcję samochodów. Rzeszów opracował dokumentację silnika, a Mielec zajął się podwoziem i nadwoziem przyszłego mikroauta, nawiązując do konstrukcji niemieckiego Goggomobila. Na Krajowej Naradzie Motoryzacyjnej na początku 1957 roku pokazano projekty, a 22 lipca zaprezentowano w Warszawie pierwsze prototypy. Nowe autko otrzymało nazwę Mikrus MR-300 (MR od Mielec, Rzeszów). Pod koniec roku była gotowa pierwsza seria. Dodatkowo pokazano dwa mikrusy w wersji kabriolet.
„Przy cenie, która nie powinna być wyższa niż 25–30 procent powyżej ceny motocykla o podobnym litrażu, stanowić może bardzo popularny środek transportu dla szerokich rzeszy użytkowników” – pisała ówczesna prasa. Zainteresowanie Mikrusem było bardzo duże. Wysokie koszty wytwarzania (nie uruchomiono produkcji wielkoseryjnej) nie pomogły stworzyć podwalin pod masową, indywidualną motoryzację. Wysoka cena auta nie pozwoliła na realizację tych ambitnych zamierzeń. Mikrus kosztował 50 tysięcy złotych, czyli około 50 średnich ówczesnych pensji. Za Warszawę płacono 120 tysięcy złotych.

### Mikrus Pick-up
W 1960 roku, gdy produkcja Mikrusa dobiegała końca, w biurze konstrukcyjnym WSK w Mielcu opracowano w czasie 10 dni prototyp o nadwoziu pick-up. Miał on być odpowiedzią na dyrektywę władz państwowych, która żądała od fabryk samochodowych wytwarzania małolitrażowego auta dostawczego. Zapotrzebowanie polskiej gospodarki oceniano na 100 tysięcy takich pojazdów. Pojazd mógł przewozić ładunek do 200 kg. Zachowano identyczne zespoły jezdne jak w wersji osobowej. Nad skrzynią ładunkową można było rozpiąć brezentową opończę na rurowych pałąkach. Ten projekt, jak wcześniejszy – kabrioletu, nie doczekał się realizacji.

## Dane techniczne
- silnik umieszczony poprzecznie z tyłu napędza koła tylne:
  - silnik benzynowy, dwusuwowy, dwucylindrowy, rzędowy, chłodzony powietrzem
  - pojemność skokowa: 296 cm³
  - stopień sprężania: 6
  - średnica cylindra x skok tłoka: 58 × 56 mm
  - moc maks.: 14,5 KM (10,7 kW) przy 5100 obr./min
  - maksymalny moment obrotowy 19,6 Nm przy 3500 obr./min
  - gaźnik: Bing 1/26/54 lub Jikov 2926 lub Pegaz GM26U2[4]

- napęd:
  - dwutarczowe sprzęgło mokre na czopie wału korbowego
  - niesynchronizowana skrzynia biegów o przełożeniach I/II/III/IV/R: 3,96/2,21/1,32/0,93/3,34
  - przełożenie przekładni głównej: 2,26

- instalacja elektryczna:
  - dynamostarter 12 V, 130/300 W; typ LA2/12/1302R Bosch lub PR-1a ZWE Świdnica
  - akumulator 12 V, 24 Ah

- nadwozie:
  - samonośne
  - dwudrzwiowe
  - czteroosobowe
  - rozmiar opon: 4,40 * 10

- osiągi:
  - prędkość maksymalna: 90 km/h
  - średnica zawracania: 8 m

- średnie zużycie paliwa: 5–5,8 (4–6) dm³/100 km

## Budowa Mikrusa
Mikrus MR 300 charakteryzował się wyjątkowo uproszczoną konstrukcją. Jego idea zawierała się we wzorze 4x4, czyli miał mieścić 4 osoby, posiadać 4-kołowe podwozie, masę własną 400 kg i spalać 4 dm³/100 km. Auto napędzał dwusuwowy, dwucylindrowy, chłodzony powietrzem silnik o pojemności 296 cm³. Słaby silnik (14,5 KM) nie zapewniał znaczących osiągów. Napęd przenoszony był przez dwutarczowe sprzęgło do czterobiegowej niesynchronizowanej skrzyni biegów, a następnie na tylne koła. Samochód od 0 do 70 km/h rozpędzał się w czasie nieco ponad pół minuty i uzyskiwał maksymalną prędkość w granicach 85–90 km/h. Zużycie paliwa w zakresie 4,5–6 dm³/100 km pozwalało przy zbiorniku o pojemności 27 dm³ na 450-kilometrowy zasięg jazdy. Mikrus prowadził się bardzo łatwo, dobrze też zachowywał się na zakrętach. Hamulce były zadowalające, jedynie małe, 10-calowe koła niezbyt nadawały się do jazdy po większości ówczesnych dróg i ulic. Wyraźną wadą pojazdu była jego głośność zarówno wewnątrz, jak i na zewnątrz auta. Wnętrze pojazdu mieściło dwie osoby dorosłe i dwójkę dzieci. Z przodu było wystarczająco miejsca, ale wsiadanie i wysiadanie z auta stawało się bardzo niewygodne z powodu wąskich drzwi. Do ogrzewania wykorzystywano powietrze chłodzące silnik, natomiast przewietrzanie umożliwiały odsuwane szyby w bocznych drzwiach. Bagażnik o pojemności 200 dm³ znajdował się z przodu samochodu przed nogami kierowcy i pasażera. Dostęp do niego był możliwy jedynie z wnętrza auta.

## Mikrus w kulturze masowej
- W dwóch scenach filmu Liczę na wasze grzechy z 1963, dziennikarz „Sztandaru Młodych” Adam Panek (Jan Kociniak) i fotoreporter (Witold Skaruch) poruszają się Mikrusem.
- Główny bohater filmu 150 na godzinę z 1972, Marcin Dębik (Marcin Sławiński) zdaje prawo jazdy na Mikrusie.
- W dziewiątym odcinku serialu Wojna domowa pt. „Dzień matki” sąsiad państwa Jankowskich, Nowak (Andrzej Stockinger) zabiera swoja matkę na przejażdżkę Mikrusem.
- W filmie Krzysztofa Krauzego Mój Nikifor  z 2004, Marian Włosiński (Roman Gancarczyk) jeździ czerwonym Mikrusem.